# Conde de Buckinghamshire

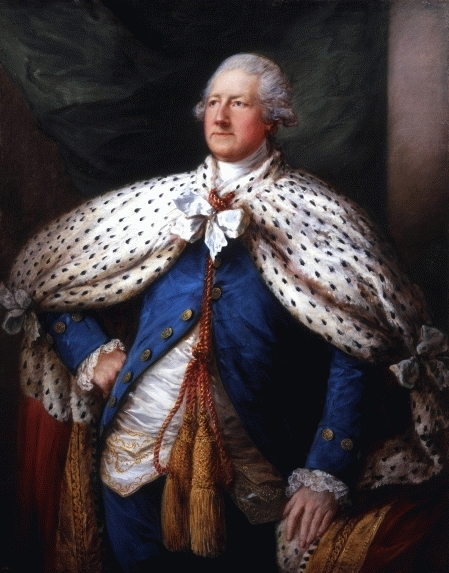
John Hobart, 2.º Conde de Buckinghamshire, por Thomas Gainsborough (1786)

Conde de Buckinghamshire é um título nobiliário que foi criado no Pariato da Grã-Bretanha pelo rei Jorge II para John Hobart, 5.º Baronete (de Intwood).

## História

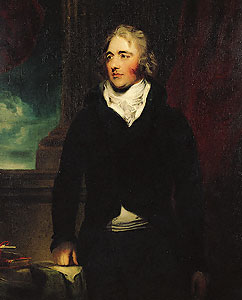
Roberto Hobart, 4.º Conde de Buckinghamshire

A Família Hobart, descendentes de Henry Hobart, que serviu como Procurador-Geral e Lord Chief Justice of the Common Pleas. Em 1611, foi criado Baronete, de Intwood, no Condado de Norfolk, no sistema de baronetes. Ele foi sucedido por seu filho, o 2.º Baronete. Ele representou Cambridge, Lostwithiel, Brackley e Norfolk na Câmara dos Comuns. Ele morreu sem descendência masculina e foi sucedido por seu sobrinho, o 3.º Baronete. Ele era filho de Sir Miles Hobart, o filho mais novo do 1.º Baronete. Hobart foi membro do Parlamento por Norfolk. Em 1656 casou-se com Mary, filha de John Hampden.
Ele foi sucedido por seu filho mais velho, o 4.º Baronete. Ele era um General do Cavalo e foi escudeiro do Rei Guilherme III na Batalha de Boyne em 1690. Ele também representou Norfolk, King's Lynn e Bere Alston no Parlamento. Hobart foi morto em um duelo em 1698. Seu filho, o quinto Baronete, serviu como Tesoureiro da Câmara, como Capitão do Honorável Bando de Cavalheiros Pensionistas e como Lord-Lieutenant de Norfolk. Em 1728 ele foi elevado ao Pariato da Grã-Bretanha como Barão Hobart, de Blickling, no Condado de Norfolk, e em 1746 foi ainda homenageado quando foi feito Conde de Buckinghamshire, também no Pariato da Grã-Bretanha.
Com sua morte, os títulos passaram para o seu filho do primeiro casamento, o 2.º conde. Serviu como Controlador da Casa, como Embaixador na Rússia e como Lorde Tenente da Irlanda . Ele morreu sem sobreviver à descendência masculina e foi sucedido por seu meio-irmão, o terceiro conde. Ele representou St Ives e Bere Alston na Câmara dos Comuns. Seu filho mais velho, o quarto conde, era um político proeminente. Serviu como Governador de Madras, como Secretário de Estado da Guerra e das Colônias, como Chanceler do Ducado de Lencastre, como Agente Postal General Adjunto e como Presidente do Conselho de Controle . Em 1797, ele foi convocado para a Câmara dos Lordes por meio de um Mandado de Aceleração no título júnior de seu pai, Barão Hobart. A cidade de Hobart, na Tasmânia, foi nomeada em homenagem a Lorde Buckinghamshire.
Ele morreu sem descendência masculina e foi sucedido por seu sobrinho, o 5.º conde. George Vere Hobart, segundo filho do 3.º conde. Lorde Buckinghamshire representou brevemente St Michael's no Parlamento. Em 1824 ele assumiu por licença real o sobrenome adicional de Hampden. Ele morreu sem filhos e foi sucedido por seu irmão mais novo, o 6.º conde. Ele era um clérigo. Em 1878 ele assumiu por licença real o sobrenome adicional de Hampden. Ele foi sucedido por seu neto, o 7.º conde. Ele foi o segundo, mas único filho sobrevivente de Frederick John Hobart-Hampden, Lord Hobart, segundo filho do sexto conde. Lorde Buckinghamshire serviu brevemente como Lord-in-waiting (chicote do governo na Câmara dos Lordes) em 1895 na administração liberal do Conde de Rosebery . Casou-se com Georgiana Wilhelmina Haldane-Duncan-Mercer-Henderson, filha do Exmo. Hew Adam Dalrymple Hamilton Haldane-Duncan-Mercer-Henderson e Edith Isabella Mercer-Henderson. Em 1903, Lord Buckinghamshire assumiu por licença real os sobrenomes adicionais de Mercer-Henderson.
Após sua morte, os títulos passaram para seu único filho, o 8.º Conde. Ele foi vice-presidente dos comitês da Câmara dos Lordes e vice-presidente da Câmara dos Lordes. Em 1938 ele assumiu por licença real o sobrenome Mercer-Henderson apenas no lugar de Hobart-Hampden-Mercer-Henderson. Ele nunca se casou e com sua morte em 1963 a linhagem do segundo filho do sexto conde falhou. Ele foi sucedido por seu primo em segundo grau, o nono conde. Ele era neto do Exmo. Charles Edward Hobart-Hampden, quarto filho do sexto conde. Ele não tinha filhos e foi sucedido por seu primo de segundo grau, uma vez removido, o 10.º Conde e atual detentor dos títulos. Ele é bisneto do Exmo. George Augustus Hobart-Hampden, quinto filho do sexto conde (e o mais velho de seu segundo casamento).
Vários outros membros da família Hobart também ganharam distinção. O HON. Henry Hobart, filho mais novo do primeiro conde de seu segundo casamento, representou Norwich no Parlamento e serviu como Presidente do Ways and Means . Vere Henry Hobart, Lord Hobart, filho mais velho do sexto conde, foi governador de Madras . O HON. Augustus Charles Hobart-Hampden, terceiro filho do sexto conde, foi vice-almirante da Marinha Real . Além disso, Henrietta Howart, filha do quarto baronete e irmã do primeiro conde, foi amante de longa data do rei Jorge II .
A residência da família era Hampden House, perto de Great Hampden, em Buckinghamshire .

## Baronete Hobart, de Intwood (1611)
- Sir Henry Hobart, 1.º Baronete (falecido em 1625)
- Sir John Hobart, 2.º Baronete (1593–1647)
- Sir John Hobart, 3.º Baronete (1628–1683)
- Sir Henry Hobart, 4.º Baronete (1657–1698)
- Sir John Hobart, 5.º Baronete (1695–1756) (tornou-se Conde de Buckinghamshire em 1746)

## Condes de Buckinghamshire (1746)
- John Hobart, 1.º Conde de Buckinghamshire (1695–1756)
  -  John Hobart, 2.º Conde de Buckinghamshire (1723–1793)
  -  George Hobart, 3.º Conde de Buckinghamshire (1731-1804)
    -  Robert Hobart, 4.º Conde de Buckinghamshire (1760–1816)
    - George Vere Hobart (1761–1802)
      -  George Robert Hobart-Hampden, 5.º Conde de Buckinghamshire (1789–1849)
      -  Augusto Eduardo Hobart-Hampden, 6.º Conde de Buckinghamshire (1793–1885)
        - Vere Henry Hobart, Lorde Hobart (1818–1875)
        - Frederick John Hobart-Hampden, Lorde Hobart (1821–1875)
          - Henry Frederick Edward John Hobart-Hampden (1857–1871)
          -  Sidney Carr Hobart-Hampden-Mercer-Henderson, 7.º Conde de Buckinghamshire (1860–1930)
            -  John Hampden Mercer-Henderson, 8.º Conde de Buckinghamshire (1906–1963)

        -  ?
          -  ?
            -  Vere Frederick Cecil Hobart-Hampden, 9.º Conde de Buckinghamshire (1901–1983)

        - Hon. George Augustus Hobart-Hampden (1827–1899)
          - Ernest Miles Hobart-Hampden (1864–1949)
            - Cyril Langel Hobart-Hampden (1902–1972)
              -  George Miles Hobart-Hampden, 10.º Conde de Buckinghamshire (n. 1944)

    - Very Rev. Hon. Henry Lewis Hobart (1774–1846)
      -  Sir Robert Henry Hobart, 1st Baronet (1836–1928)
        -  Sir Claud Vere Cavendish Hobart, 2nd Baronet (1870–1949)
          -  Sir Robert Hampden Hobart, 3rd Baronet (1915–1988)
            -  (1) Sir John Vere Hobart, 4th Baronet (born 1945)
              - (2) George Hampden Hobart (born 1982)
              - (3) James Henry Miles Hobart (born 1986)

            - (4) Robert Henry Hobart (born 1948)
            - (5) Anthony Hampden Hobart (born 1956)
              - (6) Charles Hampden Hobart (born 1986)
              - (7). Frederick Alexander Hobart (born 1990)

  - Hon. Henry Hobart (1738–1799)
    - Rev. Henry Charles Hobart (1773–1844)
      - Charles Robert Hobart (1808–1886)
        - Charles Beauchamp Hobart (1842–1893)
          -  Charles Guy Reginald Beauchamp Hobart (1881–1944)
            - Wallace Elliot Hobart (1922–1972)
              - male issue in line

        - Rev. William Henry Hobart (1855–1918)
          - Rev. Charles Hampden Hobart (1886–1961)
            - John Hampden Hobart (1925–2014)
              - male issue in line

            - Christopher Beauchamp Hobart (1927–2017)
              - male issue in line

O herdeiro presuntivo é o primo de quarto grau do atual titular, uma vez destituído Sir John Vere Hobart, 4º Baronete (n. 1945) (ver linha de sucessão abaixo)
 O herdeiro aparente do herdeiro presuntivo é seu filho George Hampden Hobart (nascido em 1982)